# Когнитивная архитектура
Когнитивная архитектура — основа для интеллектуальных агентов. Она предлагает искусственные вычислительные процессы, которые действуют как определенные когнитивные системы, чаще всего, как человек, или действует разумно по некоторому определению. Когнитивные архитектуры образуют подмножество общих архитектур агента. Термин «архитектура» подразумевает подход, который пытается моделировать не только поведение, но и структурные свойства моделируемой системы.

## Характеристика
Общим среди исследователей когнитивных архитектур является убеждение, что понимание (человека, животного или машины) познавательных процессов означает быть в состоянии выполнять их в работающей системе, хотя мнения расходятся относительно того, какую форму такая система может иметь: некоторые исследователи полагают, что это обязательно будет символическая вычислительная система, в то время как другие борются за альтернативные модели, такие как соединительные или динамические системы. хотя нет общего согласия по всем аспектам, когнитивные архитектуры можно охарактеризовать определенными свойствами или целями, а именно:
1. Реализация не только различных аспектов когнитивного поведения, но познания в целом (Холизм, например Единая теории познания). Это в отличие от когнитивных моделей, которые сфокусированы на конкретном занятии, например, выбор пути решения проблем или вида обучения.
2. Архитектура часто пытается воспроизвести поведение моделируемой системы (человека), таким образом, что своевременное поведение (время реакции) архитектуры и смоделированных когнитивных систем можно сравнить в деталях. Другие когнитивные ограничения часто также моделируются, например, ограниченная работа памяти, внимания в связи с когнитивной нагрузкой.
3. Надежное поведение в условиях ошибки, неожиданное и неизвестное.
4. Обучение (не для всех когнитивных архитектур)
5. Система не зависит от настройки параметра (в отличие от искусственных нейронных сетей) (не для всех когнитивных архитектур)
6. Некоторые ранние теории, такие как SOAR и ACT-R изначально сосредоточены только на «внутренней» обработке информации интеллектуального агента, в том числе задач, таких как рассуждение, планирование, решение проблем, изучение концепций. Совсем недавно многие архитектуры (в том числе Soar, ACT-R, PreAct, ICARUS, CLARION, FORR) были распространены на восприятие, действие, а также аффективные состояния и процессы, включая мотивацию, отношения и эмоции.
7. В некоторых теориях архитектура может состоять из различных видов под-архитектур (часто описываются как «слои» или «уровни»), где слои могут различаться по типам функций, видам используемых механизмов и представлений, видов манипулируемой информации, или, возможно, эволюционному происхождению. Это гибридные архитектуры (например, Clarion).
8. Некоторые теории позволяют различным архитектурным компонентам быть активными одновременно, в то время как другие предполагают механизм переключения, который выбирает один компонент или модуль в зависимости от текущей задачи. Параллелизм обычно требуется для архитектуры животного или робота, который имеет несколько датчиков и эффекторов в сложной и динамичной среде, но не во всех роботизированных парадигмах.
9. Большинство теорий предполагают, что архитектура является фиксированной и только информация, хранящаяся в различных подсистемах, может изменяться с течением времени, тогда как другие позволяют архитектурам расти, например, за счет приобретения новых подсистем или новых связей между подсистемами (например, Минский и Сломан, ниже).

## Различия
Когнитивные архитектуры могут быть символическими, коннекционистскимии или гибридными. Некоторые когнитивные архитектуры или модели основаны на наборе общих правил, как, например, Язык обработки информации (например, Soar на основе единой теории познания, или аналогично ACT-R). Многие из этих архитектур основаны на аналогии «сознание-как-у-компьютера». Напротив, субсимволические обработки указывают на отсутствие таких правил априори и полагаются на возникающие свойства технологических установок (например, узлы). Гибридные архитектуры объединяют оба типа обработки (например, CLARION). Еще одно различие в том, является ли архитектура централизованной с нейронной корреляций процессора по своей сути, или децентрализованной (распределенной). Децентрализованная стала популярной под именем параллельно распределенной обработки в середине 1980-х, примером являются нейронные сети. Еще один вопрос — решение между целостным и атомистическим дизайном, или (более конкретно) модульной структурой. По аналогии, это распространяется на вопросы представления знаний.
В традиционном ИИ, разум часто запрограммирован изначально: программист является создателем, и делает что-то, наполняя его своим интеллектом, хотя многие традиционные системы ИИ были также разработаны, чтобы обучаться (например, улучшение геймплея или компетенции в решении проблем).
Биологически вдохновленные вычисления, с другой стороны, используют иногда децентрализованный подход снизу вверх; био-вдохновленные устройства часто включают способ установки набора простых общих правил или набора простых узлов, в результате взаимодействия которых возникает общее поведение. Хотелось бы надеяться, что будет наращиваться сложность, пока конечный результат не будет чем-то заметно сложным (см. сложные системы). Тем не менее, также можно утверждать, что системы, разработанные сверху вниз на основе наблюдений мозговых механизмов о том, что люди и другие животные могут делать, также биологически вдохновленные, хотя и по-другому.